# Мороз, Владимир Исакович
Влади́мир Иса́кович Моро́з (25 октября 1926, Уманский округ — 14 января 2020, Санкт-Петербург) — участник Великой Отечественной войны, испытатель бронетанковой техники, гвардии полковник танковых войск, полный кавалер ордена Славы (1944, 1944, 1945).

## Биография
Родился 25 октября 1926 года в селе Новоселица Уманского округа Украинской ССР (ныне Катеринопольского района Черкасской области Украины) в крестьянской семье. По национальности украинец. После окончания 8 классов средней школы начал трудиться в колхозе. В сентябре 1941 года попал в немецкую оккупацию. Восемь раз его пытались угнать в Германию, но Владимир всякий раз убегал. В конце 1943 года родное село было освобождено Советской Армией.

### Фронт
В апреле 1944 года 17-летний Владимир Мороз, приписавший себе один год возраста, был мобилизован в РККА, где зачислен подносчиком патронов в пулемётный расчёт 519-го стрелкового полка 81-й стрелковой дивизии 1-й гвардейской армии. С июля 1944 года принимал участие в боях.
13 октября 1944 года в районе чехословацкого села Вапеник красноармеец В. И. Мороз, по сигналу, смело идя на штурм высоты, из своего личного оружия расстрелял группу солдат противника и, продолжая наступление на село, первым ворвался в траншею противника, где в рукопашной схватке уничтожил ещё двух немецких автоматчиков, обеспечив успешные действия батальона и полка.
Приказом от 25 ноября 1944 года красноармеец В. И. Мороз был награждён орденом Славы III степени.
В бою за село Дол (ныне в Пщинском повяте Силезского воеводства Польши) 13 февраля 1945 года, смело отражая ожесточённую контратаку врага, который имел целью отрезать наши стрелковые подразделения, Владимир Мороз, не дрогнув и не отойдя ни шагу назад, из своего пулемёта уничтожил 19 немецких солдат и офицеров, в результате чего вражеская атака была отбита и противник, понеся большие потери, вынужден был отойти на ранее занятые им рубежи.
Приказом от 5 марта 1945 года красноармеец В. И. Мороз награждён орденом Славы II степени.
В период ожесточённых боёв при прорыве вражеской обороны в районе города Френштат (Чехословакия) 2 мая 1945 года В. И. Мороз, смело идя на штурм сильно укреплённого рубежа противника, первым ворвался в его траншеи, гранатами уничтожил одну огневую точку врага вместе с его расчётом и, продолжая преследовать отходящего противника, из своего автомата пристрелил ещё четырёх немецких автоматчиков.
Приказом от 10 июня 1945 года красноармеец В. И. Мороз награждён орденом Славы II степени (повторно).

### Мирное время
Сразу после войны 18-летний фронтовик был демобилизован и поступил в Киевское военное танко-техническое училище. Одновременно с учёбой в нём смог окончить десятилетнюю школу, получив аттестат о среднем образовании. В 1949 году завершил обучение в училище и получил направление в Ленинград. В Ленинграде В. И. Мороз стал работать на Кировском заводе, где почти 15 лет испытывал на полигоне новые танки.
Указом Президиума Верховного Совета СССР от 31 марта 1956 года был перенаграждён орденом Славы I степени, официально став полным кавалером ордена.
С 1959 года являлся членом КПСС. В 1966 году заочно окончил Ленинградский политехнический институт им. М. И. Калинина. Продолжил работу на Ленинградском машиностроительном заводе им. В. Я. Климова, где принимал участие в работе над двигателем танка Т-80. «За освоение новой техники» был награждён орденом Красной Звезды.
В 1987 году полковник В. И. Мороз ушёл в отставку с должности начальника военной приёмки. Когда встал вопрос о сокращении кого-либо из специалистов, Владимир Исакович предложил свою кандидатуру, потому что считал, что наиболее социально защищён.
Жил в Выборгском районе Петербурга. Супруга — Полина Игнатьевна Мороз (род. 1930).
Умер 14 января 2020 года.

## Награды
- орден Отечественной войны I степени (1985)
- орден Красной Звезды
- полный кавалер ордена Славы (1944, 1945, 1945/1956)
- медаль Жукова (1995)
- медаль «За боевые заслуги»
- медаль «За победу над Германией в Великой Отечественной войне 1941—1945 гг.»
- юбилейные медали СССР и Российской Федерации
- лауреат приза «Большая Медведица» Ассоциации общественных объединений Санкт-Петербурга и Ленинградской области в номинации «Фронтовая доблесть» за мужество и отвагу, проявленные на фронтах Великой Отечественной войны 1941—1945 гг.[6]